# Rekonq
rekonq (Abkürzung für spanisch Reconquistador, Rückeroberer) war ein innerhalb von KDE entwickelter Webbrowser. Er nutzt die Browser-Engine WebKit und erbt damit dessen hohe Kompatibilität zu Webstandards. Er gilt als intuitiv bedienbarer, konkurrenzfähiger Browser, der ressourcenschonend und schnell ist.
Er ist (wie bei KDE-Anwendungen üblich) in C++ geschrieben und wird als freie Software auch im Quelltext unter den Bedingungen von Version 3 der GNU General Public License (GPL) verbreitet. Er integriert sich in die KDE Plasma Workspaces.

## Funktionen
rekonq teilt mit Konqueror ein gemeinsames Cookie- und Lesezeichen-System, speichert Kennwörter in der zentralen Kennwortverwaltung KWallet und greift für Downloads auf KGet zurück.
Die minimalistische Benutzerschnittstelle lehnt sich in vielen Aspekten stark an Konzepte von Chrome an.
In Entwicklung ist eine Schnittstelle für Erweiterungen, die mit Chrome kompatibel ist. Eine Funktion zum Blockieren von Reklame ist bereits integriert. Funktionen zur selektiven Vermeidung („Privater Modus“) oder zur Löschung von Surfdaten („Private Daten löschen“) stehen zur Verfügung.

## Technik
rekonq baut auf QtWebKit auf, einem Modul des der gesamten KDE Software Compilation zugrunde liegenden Benutzerschnittstellen-Toolkits Qt, das Qt-Anwendungen Rendering und Interaktion mit Webseiten mittels WebKit ermöglicht. Es nutzt KDE-Input/Output-System (KIO) und greift für zahlreiche Funktionen auf die Standardwerkzeuge der KDE Software Compilation zurück.

## Geschichte
rekonq wurde als Abspaltung der von Nokia erstellten Qt-Demonstrationsanwendung „QtDemoBrowser“ entwickelt.
Am 25. Mai 2010 wurde es in die „Extragear“-Abteilung von KDE aufgenommen. Von Version 10.10 bis 13.10 war rekonq Standardbrowser bei Kubuntu. rekonq ist mittlerweile Standard bei Chakra Linux.